# Georg Schelbert
Georg Schelbert (* 2. November 1922 in Kaltbrunn SG; † 2015) war ein Schweizer Theologe.

## Leben
Georg Schelbert war das zweite Kind einer Familie mit insgesamt elf Kindern. Er besuchte das Progymnasium Rebstein sowie das Gymnasium Immensee und trat 1941 ins Noviziat im Missionsseminar Schöneck ein. Er erwarb 1953 am Pontificio Istituto Biblico das Lizentiat in Bibelwissenschaft.
Nachdem Josef Amstutz 1967 zum Generalobern der SMB gewählt worden war, übernahm Schelbert an der Theologischen Fakultät der Universität Fribourg die Vorlesungen Einführung in das Geheimnis Christi. Ferner dozierte er 1966–1991 am Katechetischen Institut in Luzern. Ab 1971 lehrte er in Freiburg im Üechtland zusätzlich Einführung in die aramäische Sprache sowie Einführung in die zwischentestamentliche Literatur und ab 1975 Milieu biblique. 1978 wurde er zum sog. chef de travail ernannt und war von 1983 bis 1993 Studienberater der Theologischen Fakultät. Er war Hausgeistlicher der Kanisiusschwestern für die tägliche Eucharistie. 2000 zog er sich ins Mutterhaus in Immensee zurück.
Sein jüngerer Bruder Leo Schelbert war anfänglich ebenfalls für die SMB tätig, wanderte dann aber in die USA aus.

## Schriften (Auswahl)
- Das Missionsdekret des II. Vaticanums im Gesamtwerk des Konzils. Schöneck 1967, OCLC 1123790899.
- mit Daniel Marguerat: Methoden der Evangelien-Exegese. Zürich 1985, ISBN 3-545-22102-4.
- Geschichte des Kanisiuswerks und der Kanisiusschwestern in Freiburg in der Schweiz. Freiburg im Üechtland 1998, ISBN 3-85764-479-6.
- Abba Vater. Der literarische Befund vom Altaramäischen bis zu den späten Midrasch und Haggada-Werken in Auseinandersetzung mit den Thesen von Joachim Jeremias. Göttingen 2011, ISBN 978-3-525-55029-8.